# Acid alfa-linolenic
Acidul alfa-linolenic (scris și acid α-linolenic; abreviat ALA din engleză alpha-linolenic acid) este un acid gras esențial omega-3. Se regăsește în compoziția multor uleiuri vegetale, precum în uleiul de in, de nucă, de cânepă, dar și în semințele de chia.
Din punct de vedere structural, denumirea sa IUPAC este aceea de acid all-cis-9,12,15-octadecatrienoic, fiind un acid carboxilic cu o catenă formată din 18 atomi de carbon și trei legături duble cu izomerie cis. Indicele său lipidic este 18:3 (sau n−3), fiind un acid gras omega-3 polinesaturat. Este izomer cu acidul gama-linolenic (GLA), un acid gras 18:3 (n−6).